# Wolfra
Wolfra ist ein deutscher Getränkehersteller mit Sitz in Erding. Wolfra ist zudem eine Fruchtsaft-Marke.

## Unternehmensgeschichte
Wolfra wurde 1930 vom Bezirks-Gartenbaufachberater Andreas Stumpf in Wolfratshausen als Genossenschaft gegründet; der Firmenname wurde aus dem Ortsnamen abgeleitet. Bei der Entwicklung der keimfreien Lagerung von Süßmost hatte Andreas Stumpf unter anderem den Ernährungswissenschaftler Maximilian Oskar Bircher-Benner in Zürich konsultiert. Im Gründungsjahr 1930 wurden 7700 Liter Süßmost verkauft, im Jahr 1939 waren es zwei Millionen Liter.
In der NS-Zeit war Stumpf als Gegner der Partei bekannt und konnte nur mit List seine Firma retten. 1941 zog das Unternehmen nach München-Obersendling in die Baierbrunner Straße.
Im Jahr 1975 wurde Wolfra von der Riemerschmid-Gruppe übernommen. 1984 zog Riemerschmid mit Wolfra nach Erding. 1987 wurde Wolfra von Riemerschmid wieder getrennt; bis heute liegt der Firmensitz beider Firmen direkt nebeneinander. Das Betriebsgrundstück hat eine Größe von 45.000 m².
1991 starb der Inhaber Heinrich Riemerschmid (* 1918), der Sohn von Robert Riemerschmid. Die Familie entschloss sich zum Verkauf des Unternehmens; Riemerschmid und Wolfra standen kurz vor der Insolvenz. Wolfra wurde schließlich von Valensina gekauft, Riemerschmid ging 1996 an Underberg. Seit 2001 gehört Valensina zu Sportfit Fruchtsaft.
2018 wurden rund 3.000 Tonnen Äpfel zu 2,3 Millionen Liter Apfelsaft gekeltert; das Angebot umfasst über 50 Saftsorten.

## Produkte
- Direktsaft
- Fruchtsaft
- Fruchtnektar
- Fruchtsaftgetränk
- Fruchtsirup
- Fruchtspirituosen
- Lohnabfüllung[3]

## Auszeichnungen
- 2023: Bundesehrenpreis[10]